# The Smiths (album)
The Smiths è l'album di debutto dell'omonima band inglese.
Pubblicato il 20 febbraio del 1984 dalla Rough Trade Records, il disco raggiunse la posizione numero 2 nella chart degli album più venduti in Inghilterra, rimanendo in classifica per 33 settimane.
Nel 1990, la rivista Rolling Stone, ha inserito l'album al numero 22 nella lista dei 100 più grandi album degli anni ottanta.

## Realizzazione
Dopo aver firmato un contratto con l'etichetta indipendente Rough Trade, a metà del 1983, gli Smiths iniziarono i preparativi per registrare i primi brani del loro disco di debutto che, almeno inizialmente, avrebbe dovuto intitolarsi The Hand That Rocks The Cradle. Su suggerimento di Geoff Travis, proprietario della label, la band scelse Troy Tate (ex chitarrista dei Teardrop Explodes) come produttore per le session che si svolsero agli Elephant Studios di Wapping, dove la band registrò in un mese ben 14 canzoni.
Nel mese di agosto, il gruppo, venne convocato da BBC Radio 1 per la registrazione dello show radiofonico di Dave Jensen e, in quella occasione, gli Smiths ebbero modo di incontrarsi con il produttore John Porter a cui Travis, che aveva già iniziato a nutrire riserve circa la qualità del lavoro di Troy Tate, consegnò un demo di quelle session per un eventuale remix. Porter ascoltò i brani e concluse che quelle registrazioni erano irrecuperabili, perché stonate e fuori tempo, offrendosi quindi di registrare nuovamente l'album da capo.
Gli Smith iniziarono quindi le nuove registrazioni con Porter nel settembre del 1983 ma, causa di impegni per il tour contingente, le session procedettero in modo frammentario prima a Londra (nel Matrix Studio), poi a Pluto, appena fuori Manchester, ed infine ancora a Londra, per le registrazioni finali, presso gli Eden Studios.
"Penso che l'unico modo in cui quel disco potesse esser fatto" ricorda Johnny Marr "era che John Porter arrivasse a ci mostrasse come fare un disco correttamente, ed è ciò che ha fatto. Mi ha mostrato come fare un disco".
La versione originale dell'album, conosciuta come The Troy Tate Sessions è stata poi pubblicata, nel corso degli anni, su vari bootleg. Il brano Jeane proveniente da queste session è stato inserito come b-side del singolo This Charming Man mentre, la versione di Pretty Girls Make Graves venne inclusa nella raccolta The Sound of The Smiths, del 2008.
Dopo aver ascoltato il mix finito dell'album, il mese successivo, Morrissey espresse i suoi dubbi a Porter e Travis dicendo che l'album, secondo lui "non era abbastanza buono". Tuttavia il cantante si dovette subito rassegnare a causa del costo dell'operazione che, a quel punto, toccava le 6.000 sterline.
"Mi ricordo un viaggio in auto, da Brixton a Derby, in cui ascoltammo l'album, che avevamo registrato per la seconda volta." rievoca Morrissey "Mi voltai verso Geoff Travis, che era alla mia destra e verso John Porter, alla mia sinistra e dissi: questo non è abbastanza buono, ed entrambi mi schiacciarono sul sedile dicendo che era costato già 6.000 pounds e che quindi doveva essere pubblicato, non c'era modo di tornare indietro. Avevo due guance molto umide e una rabbia che non si è mai placata, perché The Smiths avrebbe dovuto essere molto meglio di quanto fosse." (Morrissey intervistato da Q, 1994)
A precedere l'atteso album di debutto è l'uscita del singolo What Difference Does It Make?, che vede la luce nel gennaio del 1984 e diventa uno dei primi successi della band, riuscendo a raggiungere la posizione numero 12 nella Official Singles Chart.
Il 20 febbraio del 1984, a solo un mese di distanza dall'uscita del singolo, venne quindi pubblicato l'album di debutto. Il disco è ben accolto dalla critica e dal pubblico e consacra gli Smiths come una delle band di rilievo nel panorama musicale inglese degli anni ottanta, anche per la sorprendente e rivoluzionaria trasformazione della tipica forma canzone che l'album porta con sé, con pochissime canzoni che, infatti, ripercorrono la convenzionale struttura strofa-ritornello, ma senza nulla cedere dal punto di vista melodico.

## Copertina
La copertina ritrae una foto di Joe Dallesandro, attore e modello americano, proveniente dalla Factory di Andy Warhol. Lo scatto è tratto dal film Flesh, diretto da Paul Morrissey nel 1968 e prodotto dallo stesso Warhol.

## Songwriting
"Penso che, per la prima volta, da tanto tempo a questa parte, questa è vera musica interpretata da persone vere. Gli Smiths hanno un volto assolutamente reale, al posto dei fronzoli e della pantomima che la musica popolare era diventata, senza più nessun elemento umano. E penso che gli Smiths reintroducano questo concetto con fermezza. Non c'è facciata e siamo semplicemente qui per essere visti come persone reali. Inoltre, credo che le mie liriche siano molto dirette e, come dico spesso, sento che certe parole non siano mai state ascoltate prima d'ora. Non è la solita monotona terminologia. È qualcosa di molto diverso. Non uso mai parole che facciano rima in modo molto tradizionale, diventerebbe assolutamente inutile. Quindi tutto quello che scrivo è terribilmente importante per me. Allo stesso modo la musica, è terribilmente fondamentale. Ma non in modo imbarazzato o indegno. È come dire: Guarda, non hai bisogno di tutta questa costruzione, non è necessario tutto questa attrezzatura. È il modo di usare gli utensili di base, come il talento." (Morrissey intervistato da Melody Maker, 1984)
Il songwriting degli Smiths, in questo album di debutto, è reso ancor più originale e innovativo dalle liriche di Morrissey che si presenta al mondo intero, come spesso e volentieri nel corso della sua carriera, prendendo spunto da argomenti non convenzionali per raccontare, dal suo punto di vista spiccatamente ironico, di omosessualità, molestie sui minori, o addirittura di omicidio, tematiche che non mancano di scatenare polemiche, su certa stampa scandalistica inglese.

## Contenuti

### Reel Around the Fountain
Prima previsto come singolo, il brano viene poi bloccato per le accuse lanciate da Nick Ferrari, giornalista del tabloid The Sun (poi denunciato e condannato per diffamazione) che in un articolo dal titolo Handsome Devil accusa la band di presunti riferimenti alla pedofilia, contenuti nelle liriche.
Il testo, in realtà, presenta temi tipici della scrittura di Morrissey come plagio sui minori, riferimenti sessuali non troppo nascosti ma limati da un profondo sostrato di romanticismo e le critiche, mosse dalla stampa britannica, vengono ribattute punto per punto dalla band, decisa a difendere il proprio lavoro fino in fondo. «Sono davvero pronto per essere bruciato sul rogo a difesa totale di questo disco. Significa così tanto per me, per quanto mi ha dato, che non riesco neanche a spiegarlo. Diventa quasi difficile ma sono semplicemente inondato di emozioni su l'intera faccenda. Sembra proprio assolutamente perfetto per me. Dal mio punto di vista personale, sembra trasmettere esattamente ciò che volevo.»
I versi You're the bee's knees, but so am I e I dreamt about you last night, and I fell out of bed twice, sono citazioni tratte dall'adattamento cinematografico del 1961, del racconto di Shelagh Delaney, A Taste Of Honey (Sapore di miele), diretto da Tony Richardson.
«Ovviamente la maggior parte delle persone che scrivono prendono in prestito da altre fonti. Rubano nei vestiti degli altri» dichiarò Morrissey al NME. «Reel Around The Fountain proviene direttamente da Taste Of Honey e che fino ad oggi io sono battuto con insistenza per l'uso di questa rima. Non ho mai fatto mistero del fatto che almeno il 50 per cento della ragione della mia scrittura può essere attribuita a Shelagh Delaney, che ha scritto Taste Of Honey. E This Night Has Opened My Eyes è una Taste Of Honey Song. Non ho mai fatto segreto, nella mia vita, dei miei punti di riferimento. E solo perché in Reel Around The Fountain c'è un verso che non è mio, ora le persone mi dicono che è senza valore, ignorando che tutto il resto certamente viene dal mio cervello.» (Morrissey intervistato da NME, 1986)

### You've Got Everything Now
I've never had a job / Because I've never wanted one / I've seen you smile / But I never heard you laugh. Il testo è quasi un inno contro il lavoro, tra l'ironico, il comico e il disperato. «Il lavoro riduce le persone ad una stupidità assoluta, si dimenticano di pensare a loro stessi. C'è qualcosa di positivo nella disoccupazione, è come dire ora siamo in grado pensare a noi stessi. Non sei intrappolato nel materialismo, non compri cose che non vuoi veramente.» (Morrissey intervistato da Sounds, 1983)
«Rispetto ai brevi periodi di lavoro che ho avuto in passato" dichiarò Morrissey, in un'intervista del 1984 "c'erano momenti della giornata in cui mi accorgevo che ero qui a lavorare con queste persone che disprezzavo. E ho dovuto parlare con queste persone orribili e chiedere loro come avessero passato la giornata precedente. E avrei dovuto rapportarmi ad un capo con cui non volevo stare. E quando sei in quella posizione, ti accorgi che stai effettivamente trascorrendo una vita intera con persone con cui non ti piace stare e fare un qualcosa che non ti piace, che è una cosa incredibilmente dolorosa.»
Il verso I've seen you smile but I've never really heard you laugh / So who is rich and who is poor? è stato molto probabilmente ispirato da un passaggio (Although I've never really seen you smile I always have the feeling you're laughing at me... besides the fact you're very rich) del film La signora Skeffington, diretto nel 1944 da Vincent Sherman.

### Miserable Lie
«Non ho davvero una fiducia tremendamente forte sul fatto che le relazioni possano funzionare. Sono seriamente convinto che non funzionano affatto. E se lo fanno, è proprio per un tempo terribilmente breve e sporadico. Si tratta di qualcosa che ho stralciato dalla mia vita un bel po' di anni fa e da allora ho visto le cose molto più chiaramente.» (Morrissey intervistato da Melody Maker, 1984)
Il testo si riferisce, molto probabilmente, ad una relazione eterosessuale fra Morrissey e la sua amica Linder Sterling, artista e cantante dei Ludus e, anche la citazione nel testo di Whalley Range, quartiere di Manchester nel quale il frontman e la Sterling convissero negli anni ottanta, pare comprovare la cosa.
«Si tratta di questo piccolo quartiere periferico di Manchester (Whalley Range, nel quale Morrissey e la Sterling convissero all'inizio degli anni Ottanta, ndr) fatto di monolocali e tutti quelli che ci vivono sono poeti sconosciuti o artisti falliti. Chiunque desideri inseguire il proprio destino finisce in quel posto e non ne esce più. Ho vissuto a Whalley Range per un tempo miracolosamente breve ed è stato bello essere immerso nella vita misera, assaporare una vita di bellezza e dolore immacolati, passeggiare nel parco respirando le ricchezze dei poveri com'erano, ma la sensazione di essere intrappolati dal Dipartimento della Salute e della Sicurezza Sociale era inquietante.» (Morrissey intervistato da The Face, 1984)
L'iniziale addio (So goodbye / Please stay with your own kind / And I'll stay with mine) nel testo, riflette lo sconforto di Morrissey riguardo all'aleatorietà delle relazioni amorose.

### Pretty Girls Make Graves
Il tema del testo è la perdita di interesse, da un punto di vista sessuale, verso il genere femminile. Il titolo stesso Ragazze carine scavano fosse, in maniera figurata, significa fallire, o fare buchi nell'acqua. Il verso Nature played this trick on me è una citazione di un passaggio del film inglese La Vittima (Victim) diretto da Basil Dearden, nel 1961.
Il titolo è ripreso da un passo del romanzo I vagabondi del Dharma (The Dharma Bums) di Jack Kerouac, dove l'autore scrive Pretty girls make graves, was my saying, whenever I'd had to turn my head around involuntarily to stare at the incomparable pretties of Indian Mexico.

### The Hand That Rocks the Cradle
Secondo Morrissey, l'ispirazione per il testo venne «da una relazione che ebbi, che davvero non contemplava del romanticismo. Quindi, se stiamo parlando di romanticismo, beh, non ne so davvero molto. Ma in altre cose, sono assolutamente in grado di dire la mia.»
Alcuni presunti riferimenti alla pedofilia, contenuti del testo (Climb upon my knee, sonny boy / oh though you're only three, sonny boy / you're mine / and your mother she just never knew), scatenarono accese polemiche da parte della stampa musicale e dai tabloid inglesi. Dal punto di vista musicale, Marr si ispirò apertamente al brano Kimberly, di Patti Smith.

### Still Ill
Il tema è la nostalgia: per gli amori perduti e per il tempo passato, per l'Inghilterra vecchia maniera e la tristezza mentre ci si guarda indietro a tempi ormai lontani e ci si rende conto che le cose sono cambiate, e che mai più quei tempi torneranno (No, we cannot cling to the old dreams anymore" / No, it wasn't like those days)
And although I ended up with sore lips è una citazione tratta dall'autobiografia dell'attrice Viv Nicholson, intitolata Spend, spend, spend (We walked for miles right over the iron bridge and down underneath it on the towpath... We were kissing away and touching and getting really sore lips from biting one another).

### Hand in Glove
«Il mio testo preferito tra quelli che ho scritto compare in una canzone chiamata Hand In Glove. Le rime più preziose per me sono: The good people laugh / Yes we may be hidden by rags / But we have something they'll never have. Che poi è il modo in cui mi sono sentito quando non potevo permettermi di comprare abiti e vestivo di stracci, ma senza davvero sentirmi mentalmente impoverito. L'ispirazione? Proprio l'idea stessa della gente di dare grande importanza a quello che possedevano e a come si vestivano e a questo senso molto materialistica del valore, che è completamente ridondante. Riporta al vecchio cliché secondo cui ciò che si ha dentro è veramente ciò che si è. E questo è quanto.» (Morrissey intervistato da Star Hits, 1985)
In questo testo, come anche in diversi altri successivi brani, Morrissey fa riferimento all'opera della drammaturga Shelagh Delaney. La rima And I'll probably never see you again compare, infatti, nel romanzo di debutto della Delaney (Taste of Honey).
La rima And everything depends upon / How near you stand to me è invece una parafrasi di un verso di Bells, una canzone scritta da Leonard Cohen e cantata da Buffy Sainte-Marie, nel 1971, che recita proprio everything depends upon how near you sleep to me.
«Ricordo vividamente la notte in cui ho scritto Hand In Glove, poco più di un anno fa.» scrive Morrissey «Volevo solo utilizzare il tema della solitudine completa. Doveva essere il nostro primo disco ed è stato importante per me che contenesse qualcosa di poeticamente bruciante all'interno, in senso lirico, eppure giubilante al tempo stesso. L'essere, al tempo stesso, poeticamente bruciante e giubilante, ho sempre pensato fosse molto difficile perché sono due emozioni estreme e volevo si fondessero insieme. Ero nella mia stanza, da solo, con una cassetta con registrato su una melodia di chitarra e venni circondato da un sacco di parole, e io lì seduto per due ore a mettere il tutto insieme.» (Morrissey intervistato da Star Hits, 1985)

### What Difference Does It Make?
«Per me (Morrissey, ndr), quasi tutti i dischi sono stati assolutamente perfetti, ma non posso negare che ce ne sono alcuni che non sono invecchiati così graziosamente come ad esempio What Difference Does It Make?. Non mi piace per la produzione, ma questo è l'unico rammarico, anche se potrei sembrare il tipo di persona che ha molti rimpianti.» (Morrissey intervistato da Jamming, 1984)
Il testo allude ad una relazione sentimentale, ma non necessariamente omosessuale, (All men have secrets and here is mine / so let it be known / for we have been through hell and high tide) in cui il protagonista viene abbandonato dal partner perché timoroso di conoscere la verità sulla natura sessuale dell'amante.
Il brano venne pubblicato anche come singolo nel gennaio del 1984 e divenne uno dei primi successi della band, raggiungendo la posizione numero 12 nella Official Singles Chart.

### I Don't Owe You Anything
Una storia d'amore che fallisce, nel contesto di una vita misera della classe operaia inglese, per una canzone a suo modo romantica, abbastanza per ridurre il batterista Mike Joyce fino alle lacrime in più di un'occasione.
I don't owe you a thing è una frase tratta dal primo romanzo della scrittrice inglese Shelagh Delaney, dal titolo A Taste of Honey, fonte (il libro) che più volte ricorre nelle liriche di Morrissey.

### Suffer Little Children
Il brano, uno dei primi che Morrissey e Johnny Marr scrissero insieme, prende spunto dai fatti criminosi (i cosiddetti Moors murders) che ebbero luogo nell'area di Saddleworth Moor, nel nord di Manchester dove, tra il 1963 e il 1965, una coppia di amanti rapì ed uccise cinque bambini, lasciando la città in uno stato di shock e spavento.
Morrissey, che all'epoca dei fatti aveva la stessa età di molte delle vittime, rivelò la profonda impressione che gli omicidi avevano lasciato in lui bambino, sensazione che non l'ha mai veramente abbandonato e che, anni più tardi, diventò il testo di questa canzone.
Dopo che il brano venne pubblicato (inizialmente come b-side del singolo Heaven Knows I'm Miserable Now), il Manchester Evening News riportò le proteste dei parenti delle vittime per il fatto che, il nome di tre bambini, venisse citato nel testo (Lesley-Anne with your pretty white beads / Oh John you'll never be a man../ Edward see those alluring lights?).
Tuttavia, Morrissey, successivamente stabilì un rapporto d'amicizia con la madre di uno dei bambini, dopo averle spiegato che in realtà, il testo, era un tributo alle vittime.
«Coprire i Moors murders è sbagliato. Dobbiamo dargli risalto. Se sottovalutiamo le cose, continueranno ad accadere. Noi non dimentichiamo le atrocità di Hitler, vero? Nel nord, sono stato dipinto come un mostro orribile, e si diceva che avessi sconvolto Ann West (madre di Lesley Anne, una delle vittime, ndr). In realtà non era vero, e da allora siamo diventati grandi amici. Lei è un personaggio formidabile.» (Morrissey intervistato da Spin, 1986)
Il titolo del brano è tratto da una frase contenuta nel Vangelo secondo Matteo (capitolo 19°, versetto 14), in cui Gesù rimprovera i suoi discepoli per aver allontanato un gruppo di bambini, con le parole Suffer little children, and forbid them not to come unto me: for of such is the kingdom of heaven.

## Tracce
1. Reel Around the Fountain – 5:58
2. You've Got Everything Now – 3:59
3. Miserable Lie – 4:29
4. Pretty Girls Make Graves – 3:42
5. The Hand That Rocks the Cradle – 4:38
6. This Charming Man – 2:41
7. Still Ill – 3:23
8. Hand in Glove – 3:25
9. What Difference Does It Make? – 3:51
10. I Don't Owe You Anything – 4:05
11. Suffer Little Children – 5:28

Tutte le tracce sono scritte da Morrissey/Marr.
This Charming Man è stata inclusa come traccia numero 6 su tutte le versioni americane dell'album, edite su Sire Records. Dal 1992, anno in cui la WEA ha acquisito l'intero catalogo degli Smiths, quasi tutte le riedizioni del disco includono anche questa canzone, con la sola eccezione di una ristampa in vinile del 2009 su Rhino Records, sia negli Stati Uniti che in Gran Bretagna.

## Formazione
- Morrissey - voce
- Johnny Marr - chitarra, armonica a bocca
- Andy Rourke - basso
- Mike Joyce - batteria

## Musicisti
- Paul Carrack - tastiere
- Annalisa Jablonska - voce in Pretty Girls Make Graves e Suffer Little Children